# بنزأنيليد
بنزانيليد هو أميد بسيط متوفر تجاريا، يمكن تحضيره مباشرة عن طريق تفاعل حمض البنزويك والأنيلين .